# 早池峰山

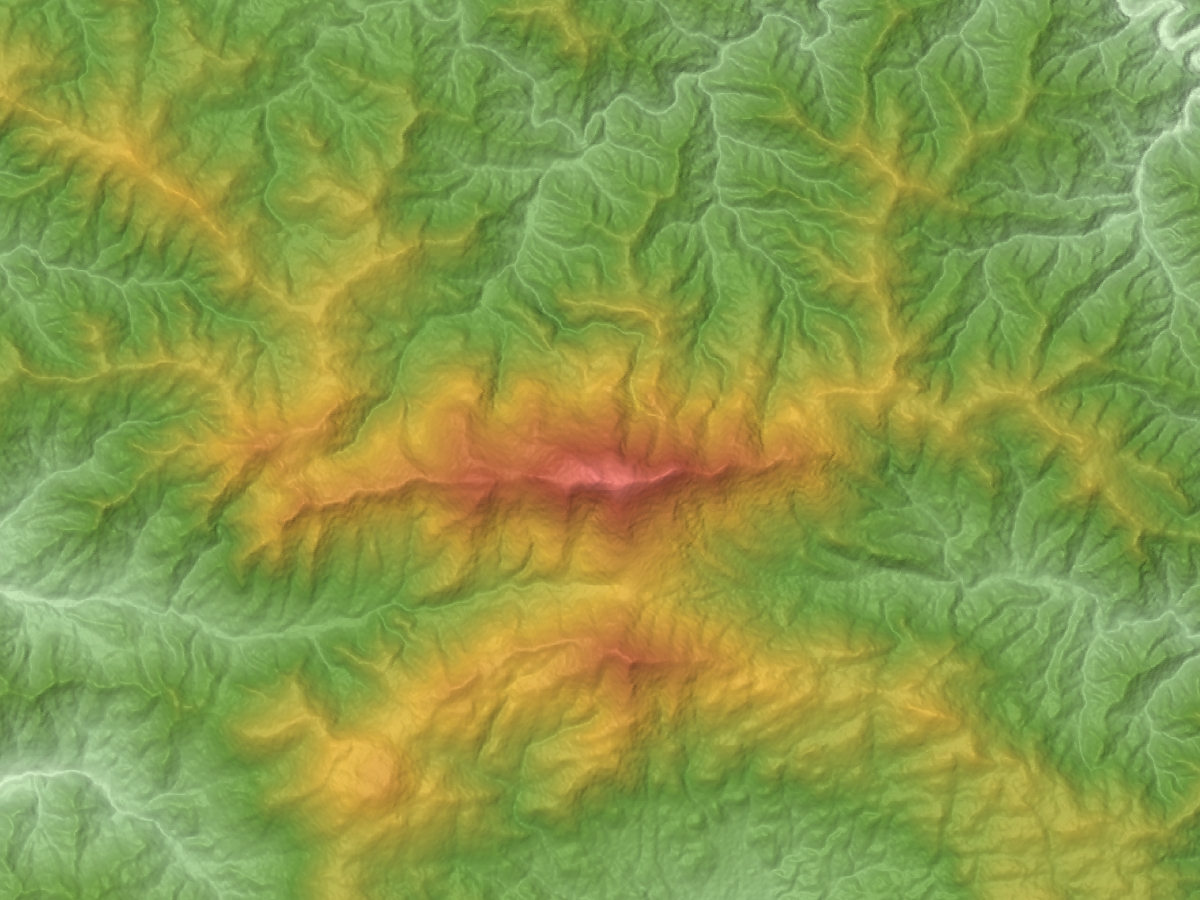
早池峰山の地形図

早池峰山（はやちねさん）は、岩手県にある標高1917mの山。一等三角点の標高は、1913.61ｍである。北上山地の最高峰で日本百名山、新日本百名山、花の百名山、新・花の百名山及び一等三角点百名山に選定されている。六角牛山、石上山と共に「遠野三山」と呼ばれる。山頂は宮古市、遠野市、花巻市の3つの市の境界となっている。
古くから早池峰ともいい、日本百名山にもその名で収録されている。

## 自然
全山が超塩基性岩のかんらん岩や蛇紋岩でできているため、ハヤチネウスユキソウやナンブトラノオ、ナンブイヌナズナ、ナンブトウウチソウなどを代表とする、蛇紋岩地帯の植生であり、非常に狭い地域であるにもかかわらず山域の固有種率（亜種、変種を含む）が非常に高い。そのため高山植物の好きな人には憧れの山となっている（早池峰山と同様に蛇紋岩植物で名高い山域に北海道のアポイ岳や群馬県の尾瀬にそびえる至仏山などがある）。
ハヤチネウスユキソウなどの高山植物などが生育する植物群落とその南側の薬師岳の森林植物群落は「早池峰山および薬師岳の高山帯・森林植物群落」として国の特別天然記念物に指定されている。また、本州で唯一、アカエゾマツが自生している山であることでも知られており、「早池峰山のアカエゾマツ自生南限地」として国の天然記念物に指定されている。
これらの珍しい植物があるため、早池峰山北斜面の1370haは「早池峰自然環境保全地域」として1975年 （昭和50年）5月17日に指定され、全域が特別地区に、一部地区が野生動植物保護地区に指定された。山地帯から高山帯にいたる植生の垂直分布がはっきりと見られる点も優れている。この地域内では野生動植物の捕獲や採取、木材の伐採、鉱物や土石の採取が禁止されている。また、早池峰山とその南側の薬師岳一帯、5463haは「早池峰国定公園」として1982年（昭和57年）6月10日に指定された。

## 信仰
山頂と麓の岳集落には早池峰神社があり、神仏習合の時代から山岳信仰が盛んな場所であった。麓の岳集落で伝承される刀を手に勇壮に踊る早池峰神楽が知られている。

## 神話・伝説
- 大和国で、天香久山と耳成山が、畝傍山のために喧嘩をした神話があるが、これと類型する神話が早池峰山にもある。岩手山と早池峰山は仲が悪く、姫神山を取り合っていたという話である。逆に、岩手山が姫神山を憎んでおり、送り山という山に頼み、姫神山を遠くへ送らせようとしたが、送り山がその役目を果たさなかったため、怒った岩手山が剣を抜いて、送り山の首をはねたという話も伝えられており[8]、岩手山の右わきに乗っている小山が送り山の首とされる（怒った山が別の山の首を切り落とすとする類型神話は、竹生島の由来神話にも見られる）。
- 『遠野物語』では、早池峰山の女神が、力を授けてくれるように祈願した力士に対して、大力を授ける話がある。
- 『遠野物語』によると、大昔、女神が3人の娘を連れて伊豆権現（現 遠野市上郷町来内の伊豆神社）に宿泊し、いい夢を見た娘にいい山を与えるとした。三女が夜中に目覚め、姉の胸に降りていた霊華をこっそり奪い、最も美しい早池峰を得た（2人の姉は六角牛山と石上山を得た）。

## 登山
岳集落には民宿が3軒あり、登山の起点ともなっている。6月の第2日曜日から8月の第1日曜日の土日祝日は登山口付近の混雑を解消するために、岳集落から江繁地区まで車道はマイカー規制が行われ、かわりにシャトルバスが運行されている。
山稜は東西方向に伸びており、鶏頭山を経由する縦走路や北面からの登山道もあるが、距離が長く展望がきかないことから、南側の2本の登山道を利用するコースが一般的である。
河原坊コースは登山道の崩落により、2016年（平成28年）5月28日から当分の間、通行止めになっている。
河原坊コース当分の間、通行止め
河原坊バス停留所→頭垢離→御座走り岩→打石→早池峰山頂
小田越コース
小田越バス停留所→御門口→竜ヶ馬場→早池峰山頂 (標高差917m)
鶏頭山縦走コース
岳→鶏頭山→中岳→早池峰山頂
門馬コース
登山口駐車場→五合目水場→鳥居→平津戸分岐と合流→早池峰山頂
平津戸コース
登山口→門馬コースとの合流→早池峰山頂

## 早池峰水源の森
山域は早池峰国定公園の指定区域であり、森は「早池峰水源の森」として水源の森百選に指定されている。
| 山岳     | 面積(ha) | 標高(m)   | 人工林(%) | 天然林(%) | 主な樹種                     | 制限林                                                           | 種類                                           | 流量(m³/日) |
| -------- | -------- | --------- | --------- | --------- | ---------------------------- | ---------------------------------------------------------------- | ---------------------------------------------- | ----------- |
| 早池峰山 | 5463     | 700～1914 | 0         | 100       | ヒバ・ブナ・アオモリトドマツ | 自然環境保全地域・鳥獣保護区（特別保護地区）・森林生態系保護地域 | 流水（閉伊川、稗貫川）、ダム貯水（早池峰ダム） |             |

二級河川閉伊川と北上川水系稗貫川の源流の水源林であり、稗貫川の水は早池峰ダムに貯水され灌漑用水や発電に利用されている。また、イワナ等の養殖にも利用されている。
- 所在地：岩手県遠野市 花巻市 宮古市（データは指定年1995年（平成7年）7月）

## 画像

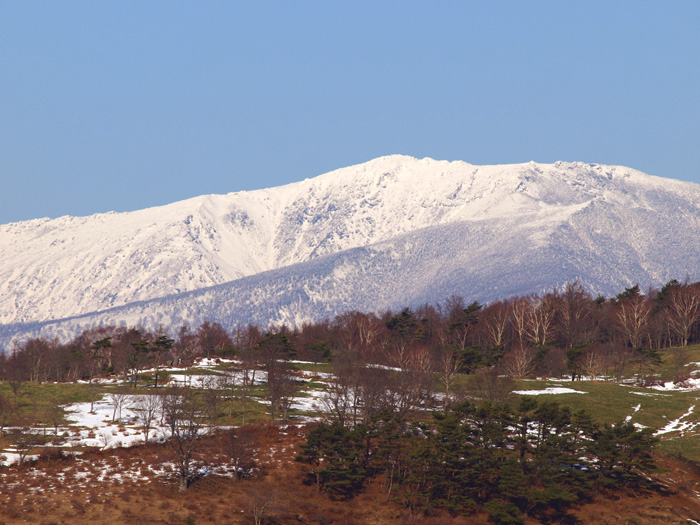
早池峰山
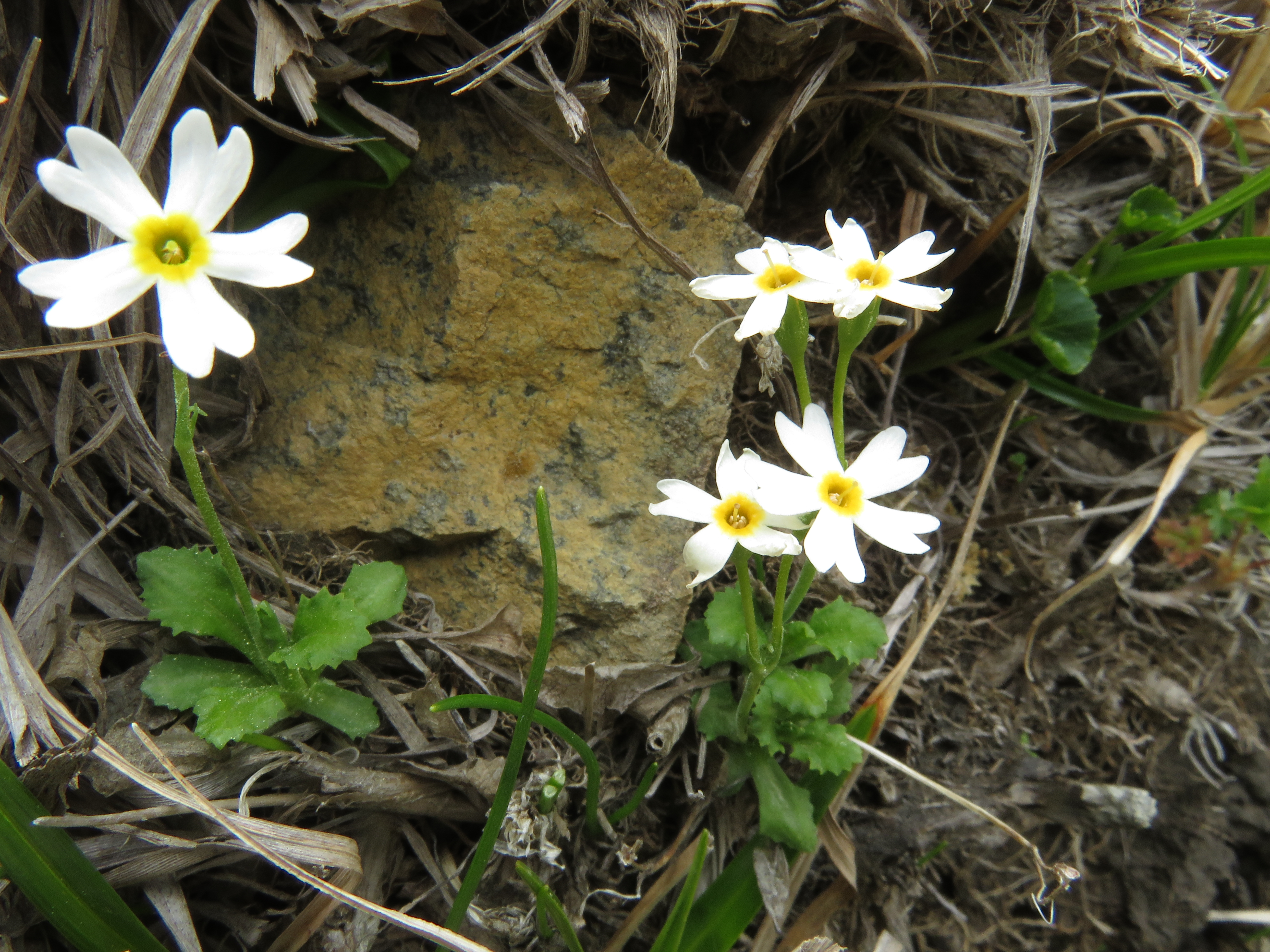
ヒメコザクラ
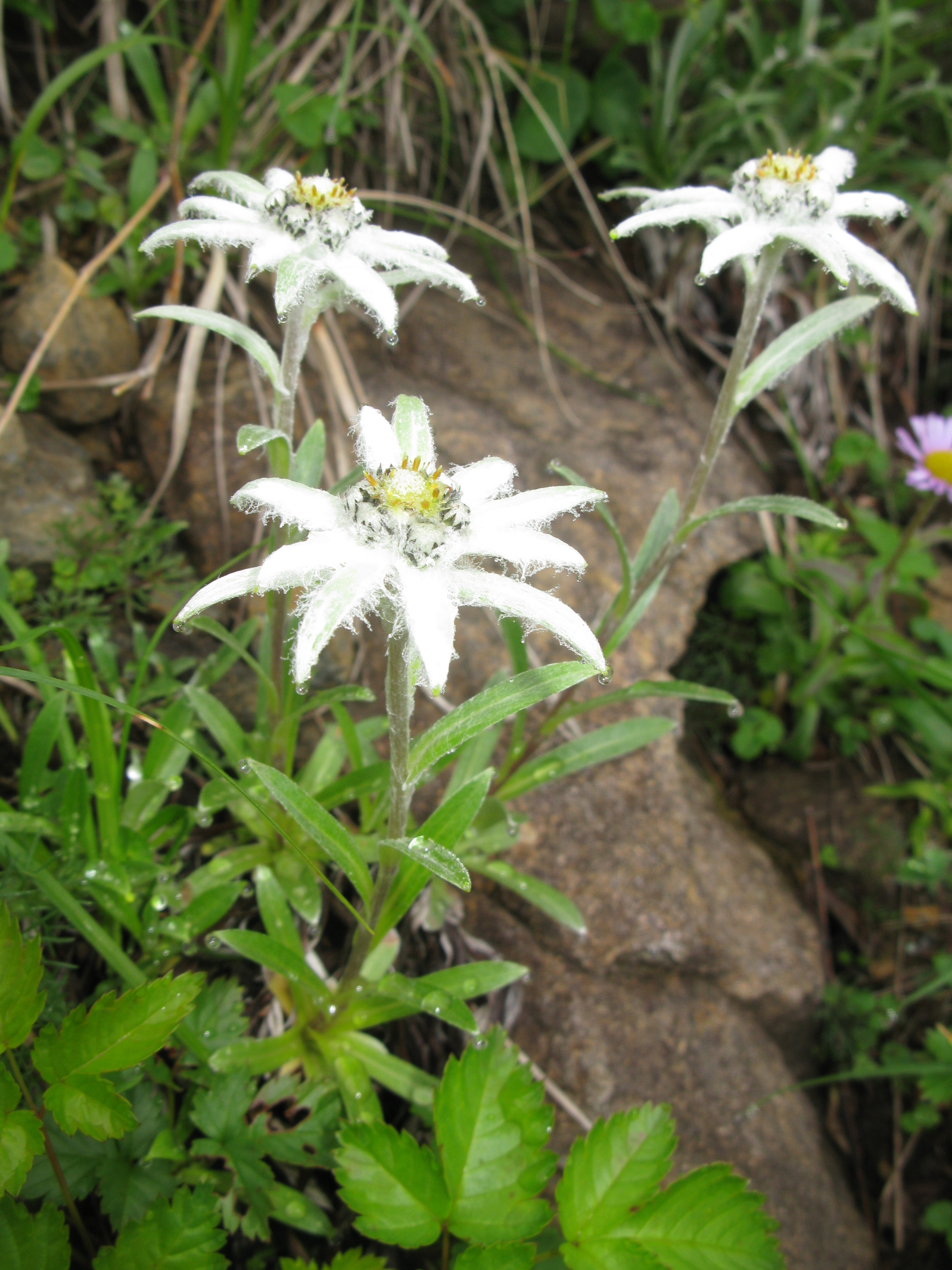
ハヤチネウスユキソウ
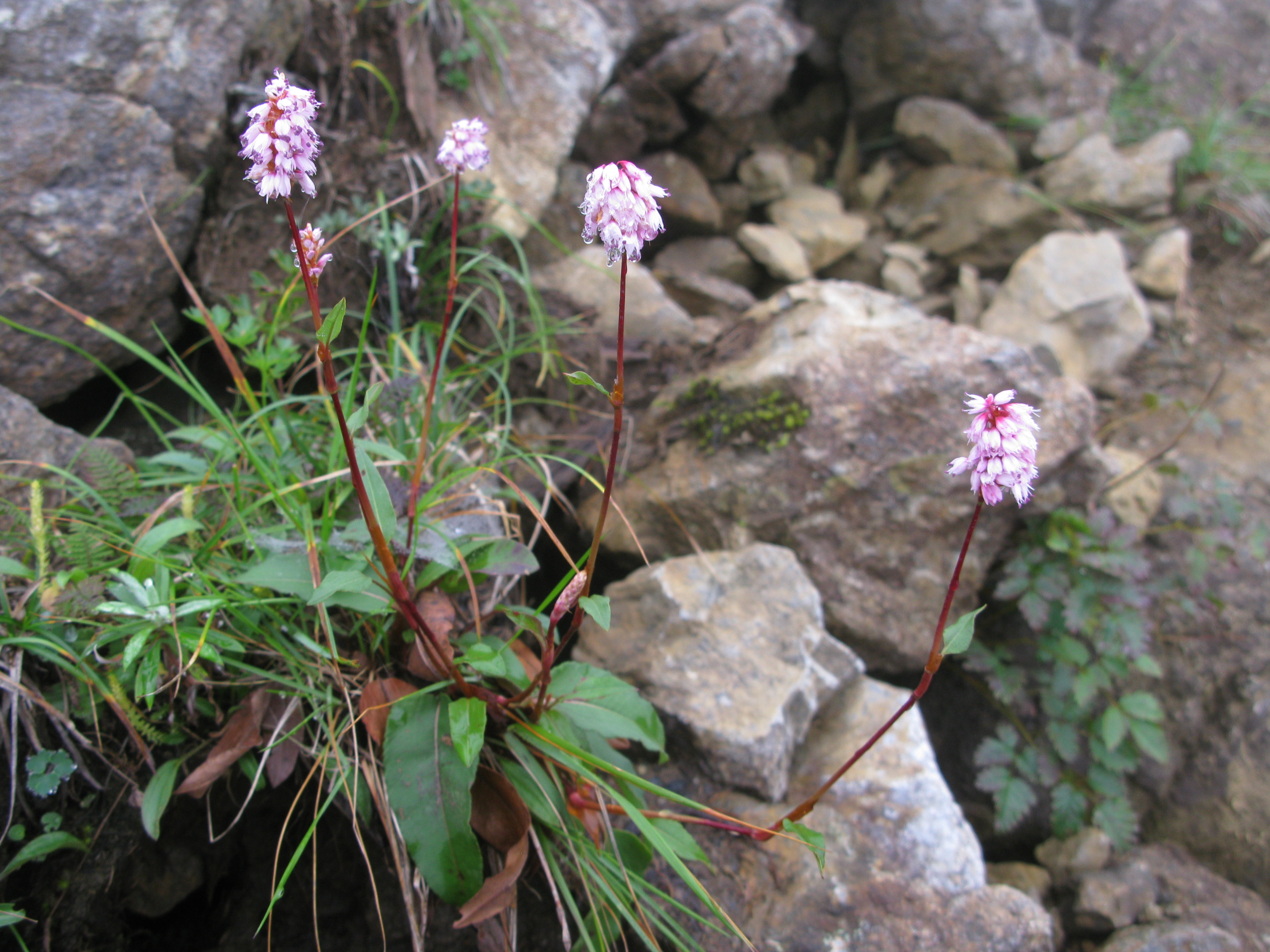
ナンブトラノオ
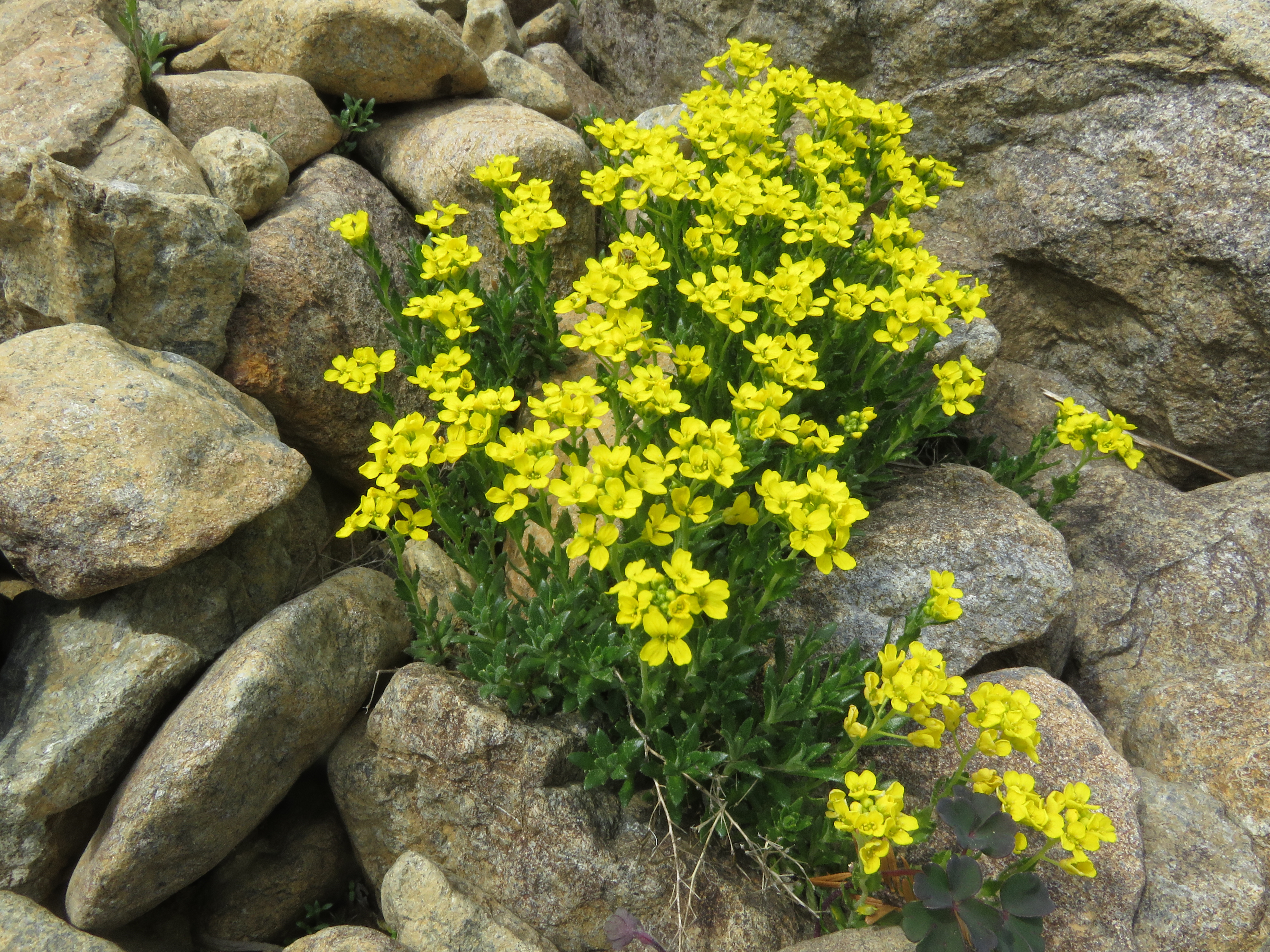
ナンブイヌナズナ
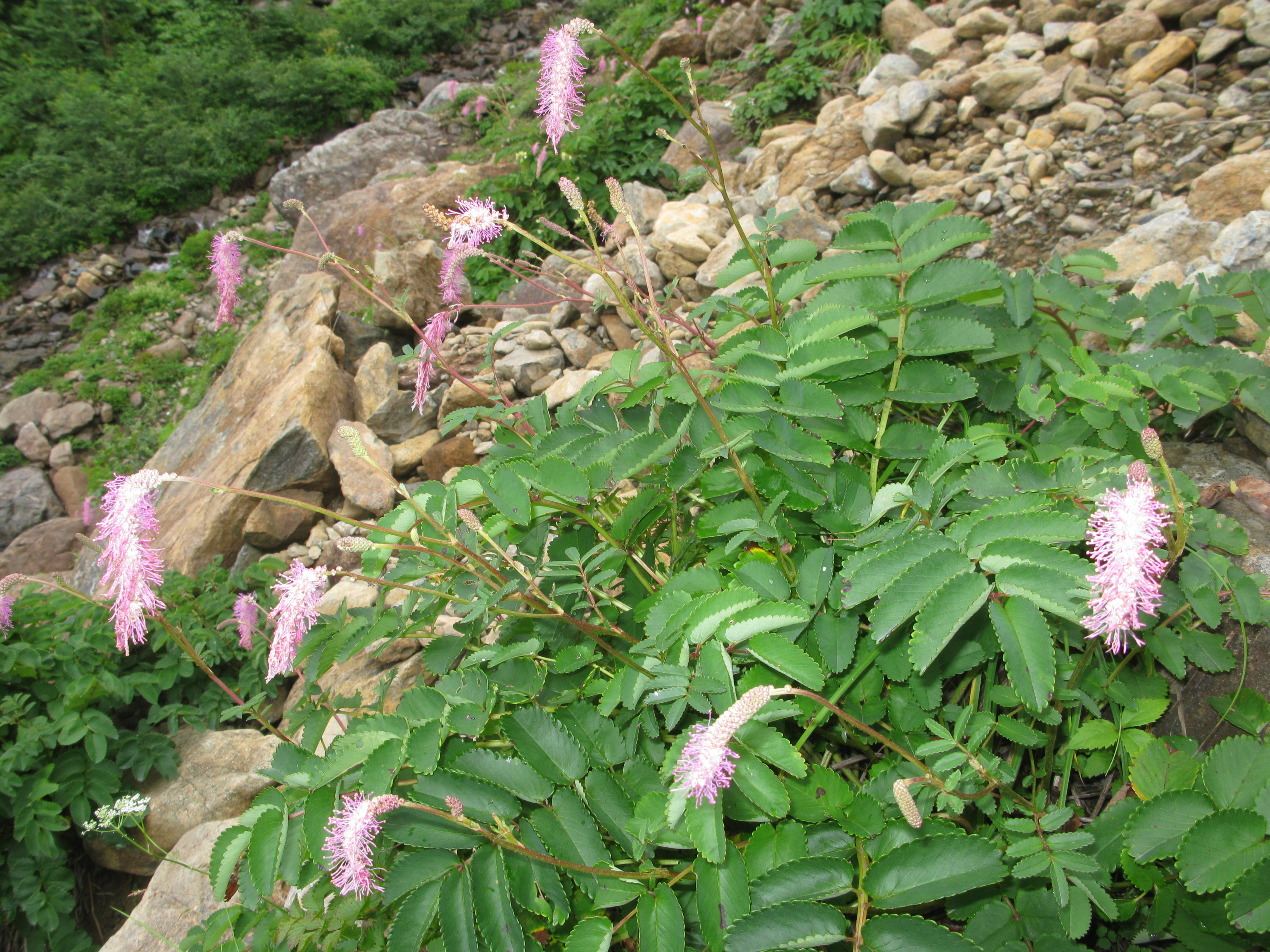
ナンブトウウチソウ
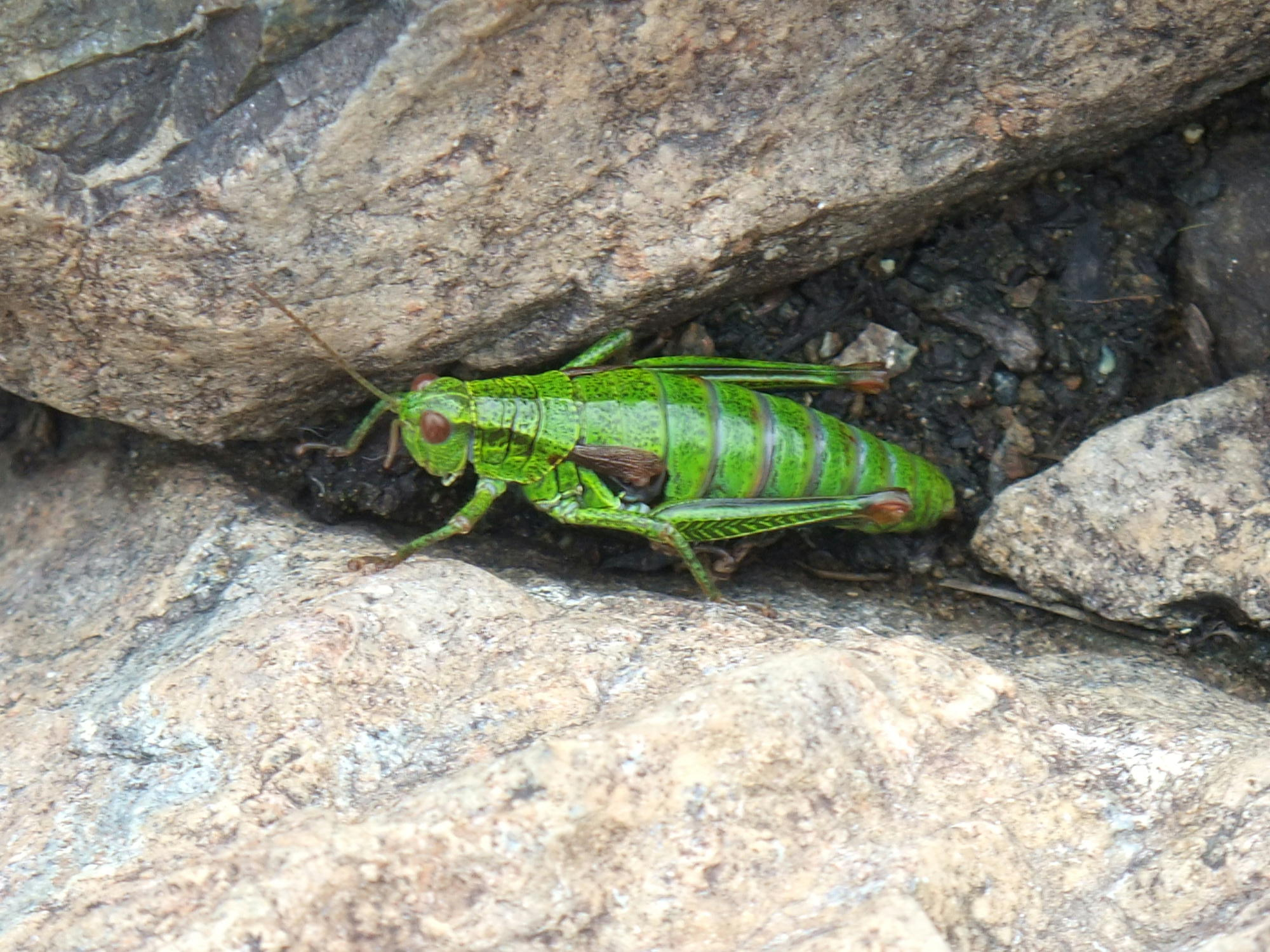
ハヤチネフキバッタ
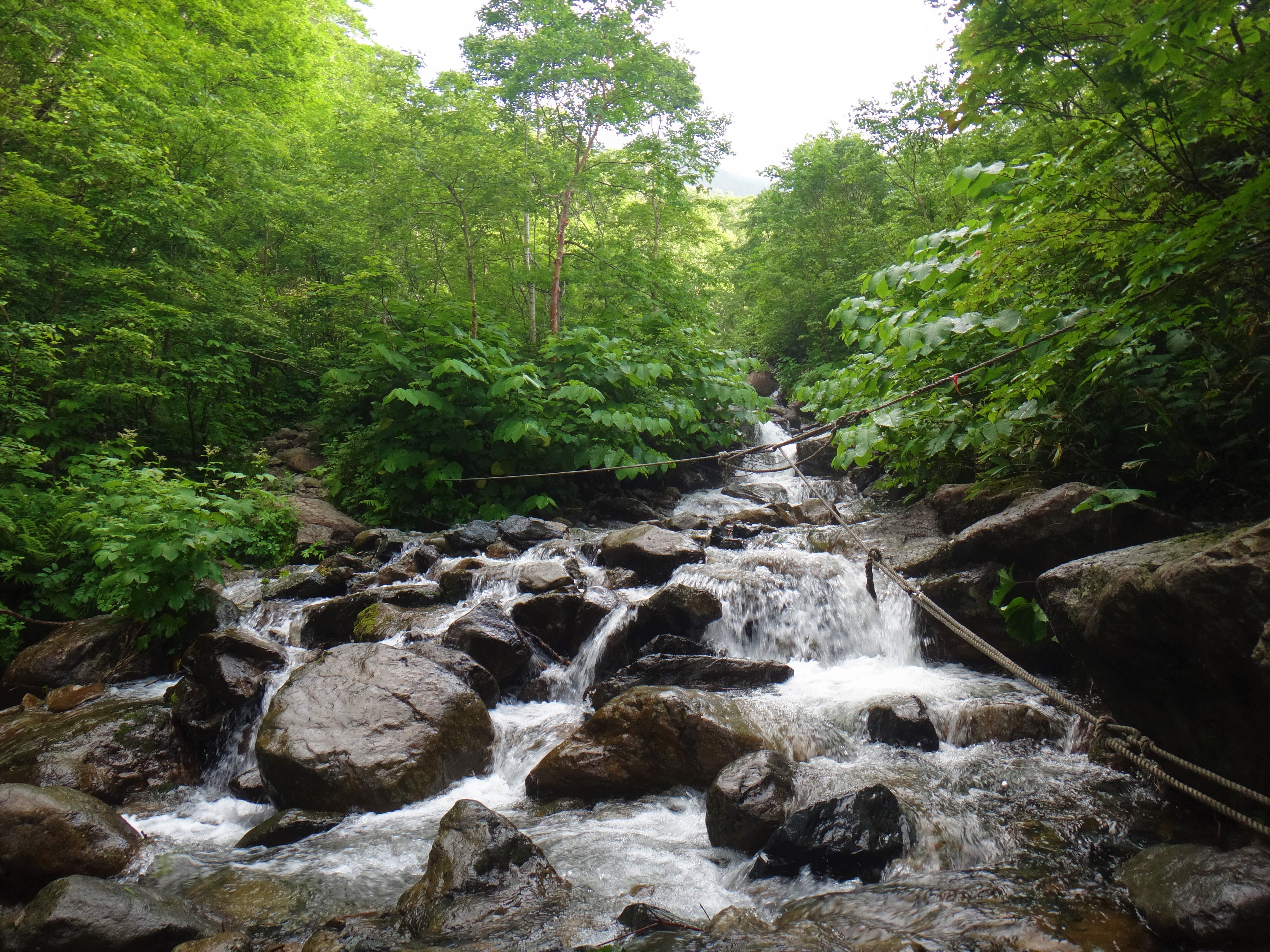
コメガモリ沢（現在通行止め）
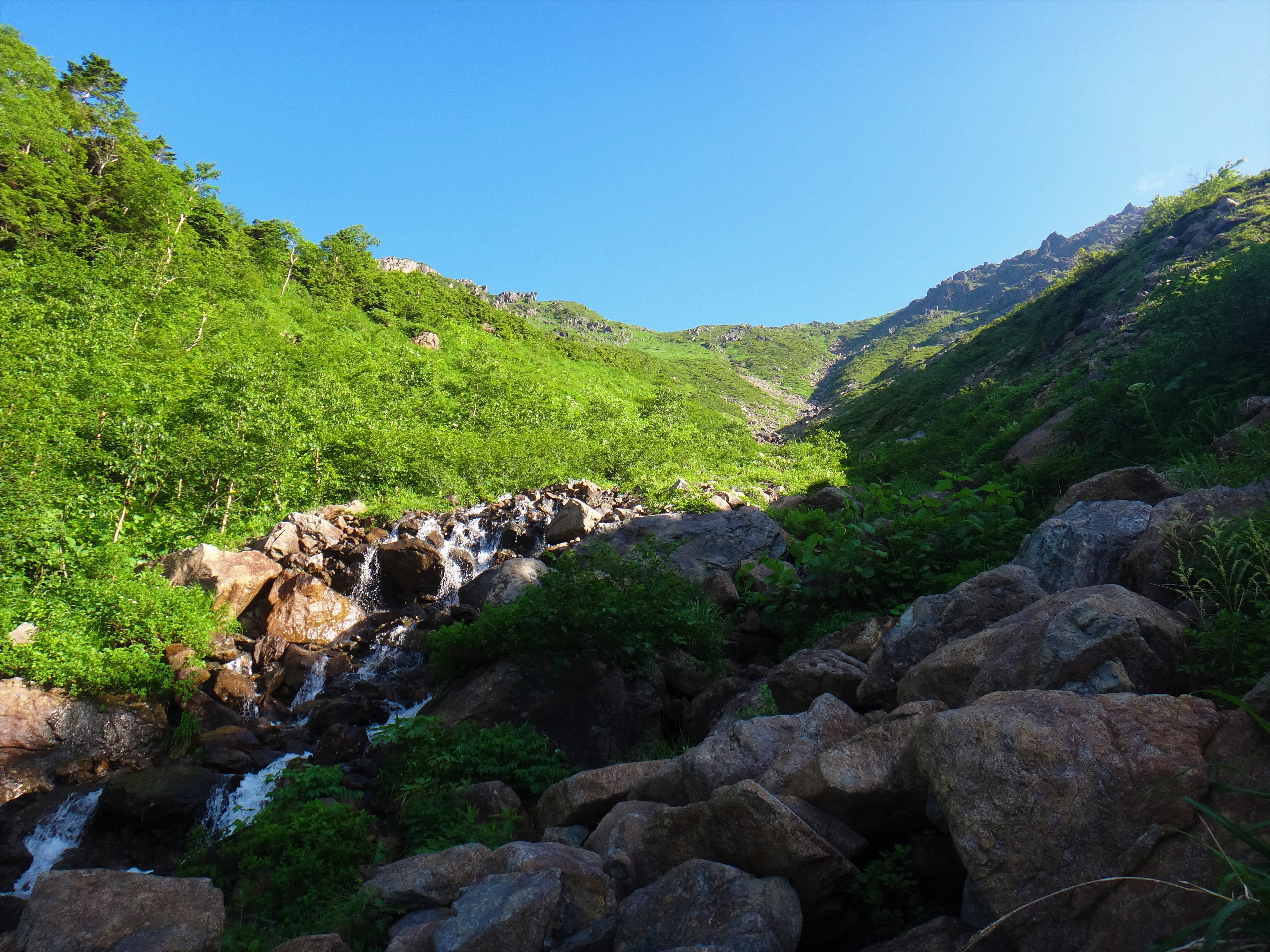
頭垢離（現在通行止め）
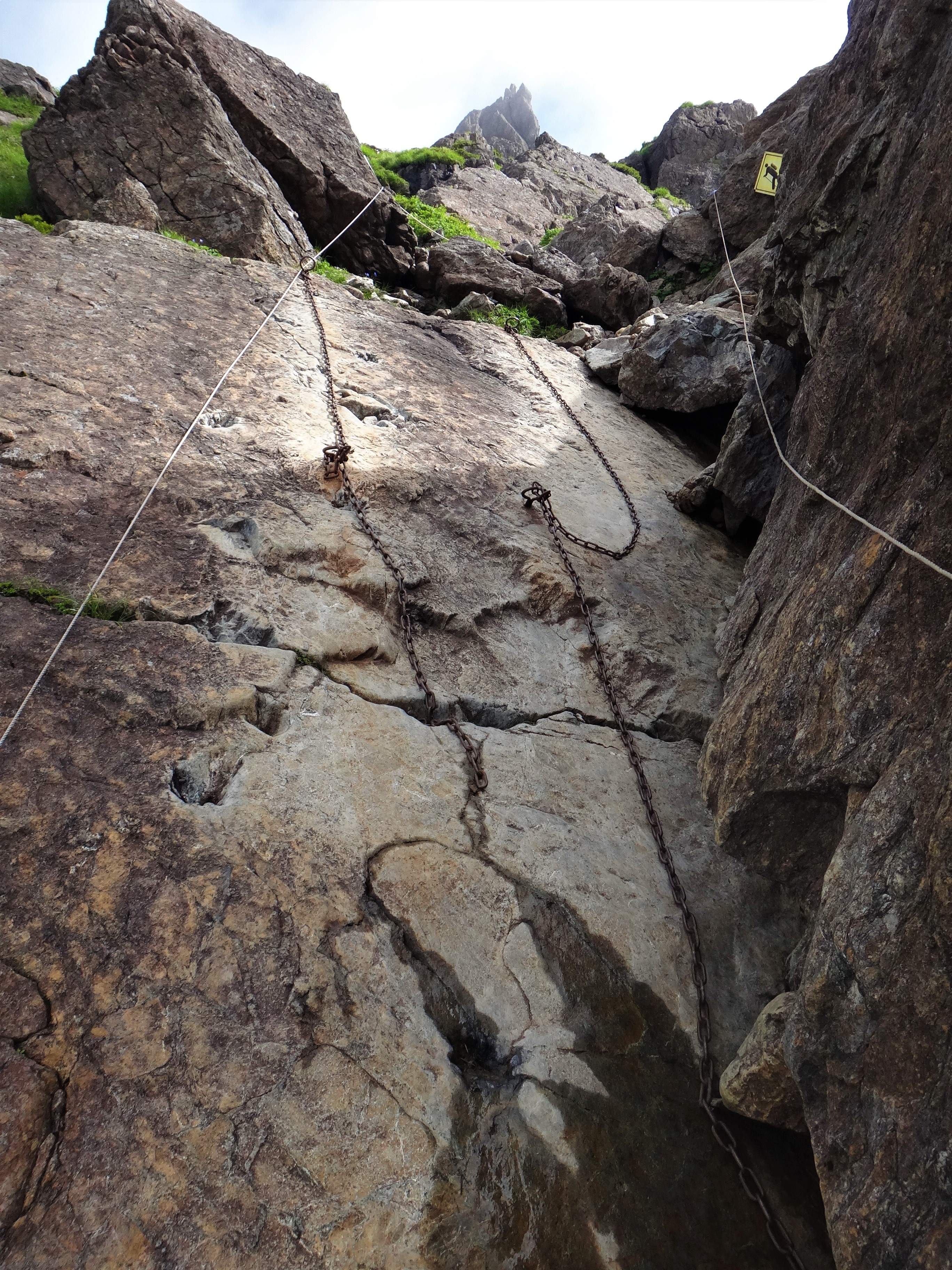
鎖場（現在通行止め）
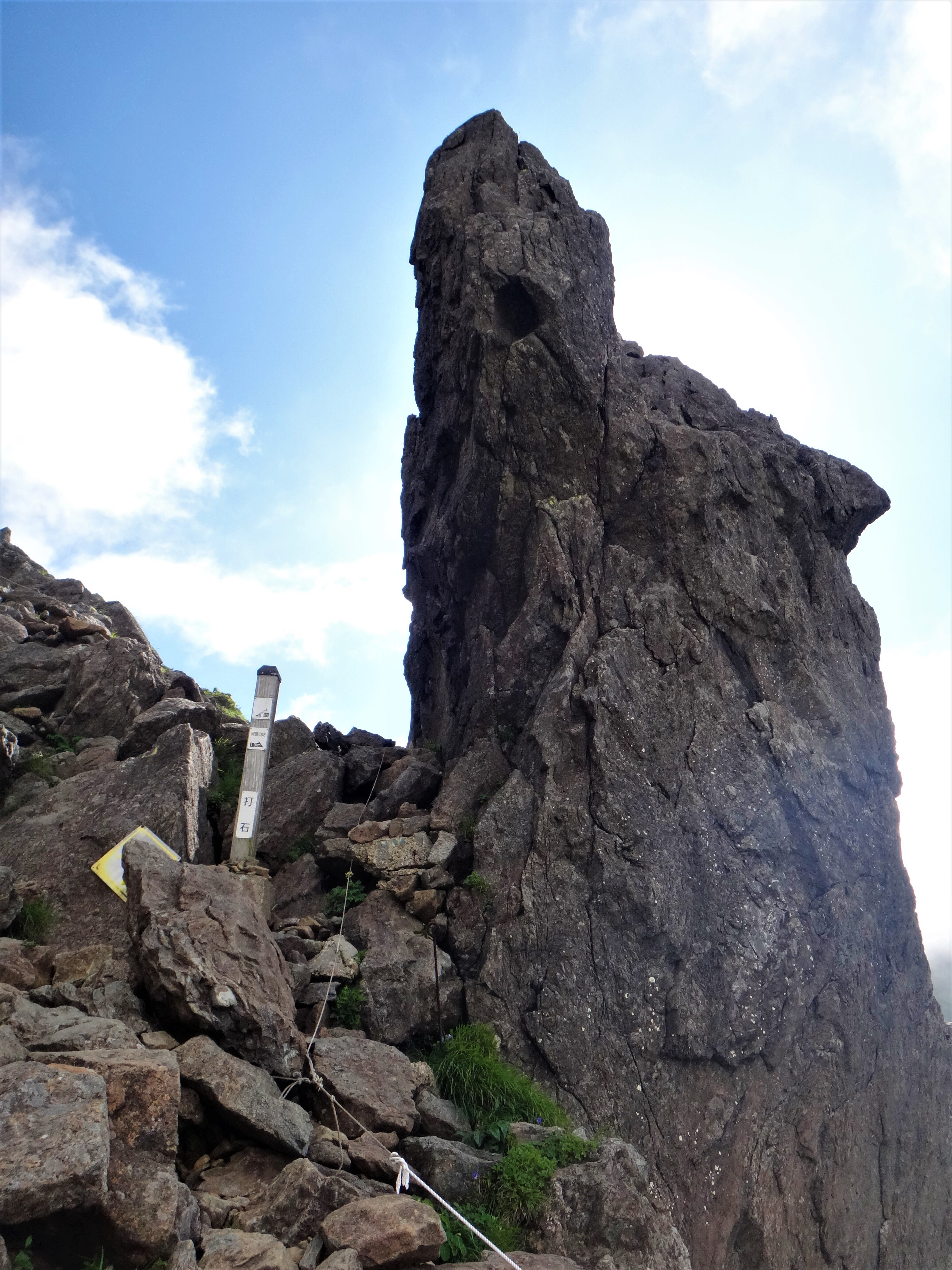
打石（現在通行止め）
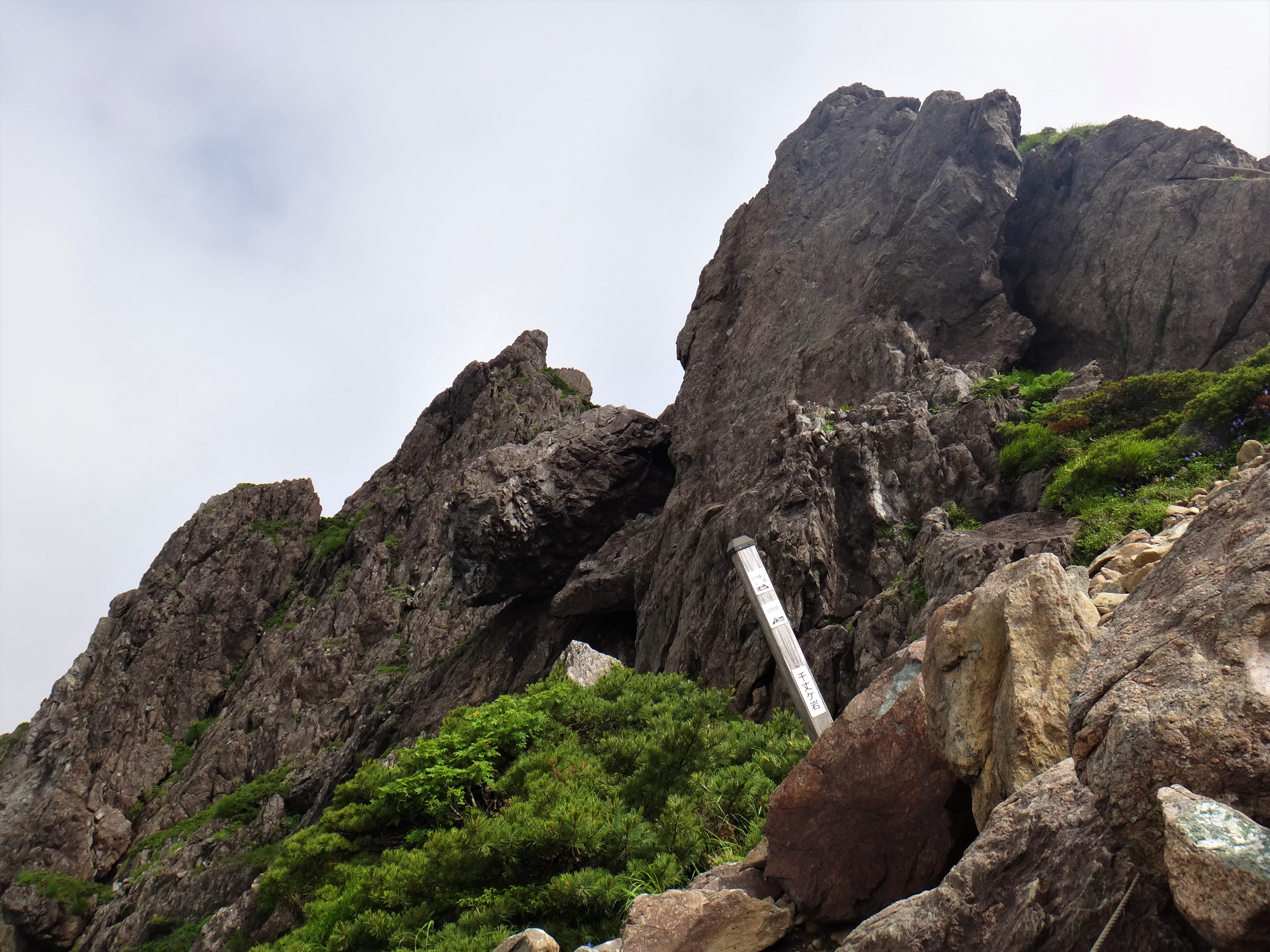
千丈ヶ岩（現在通行止め）
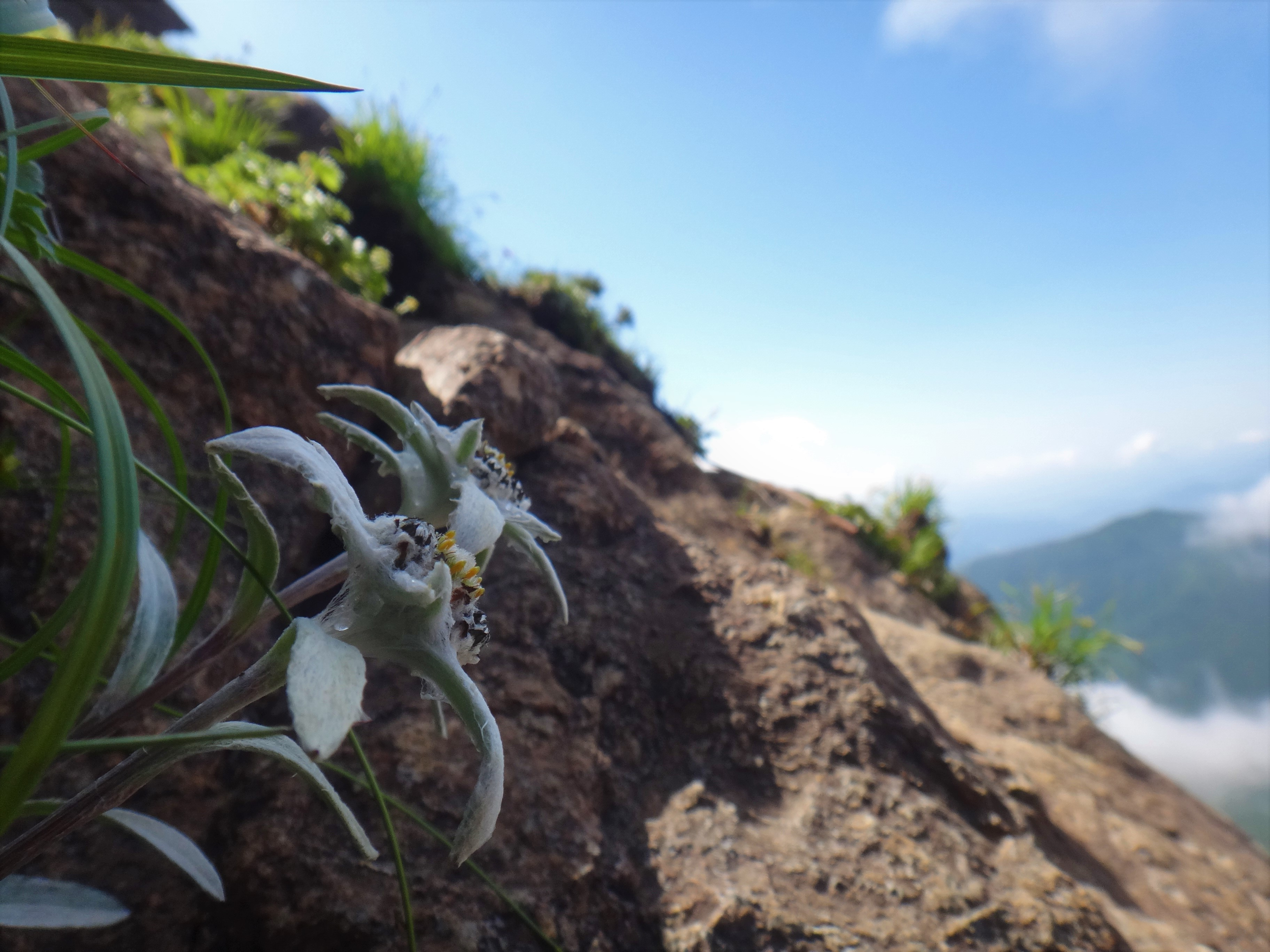
早池峰のハヤチネウスユキソウ
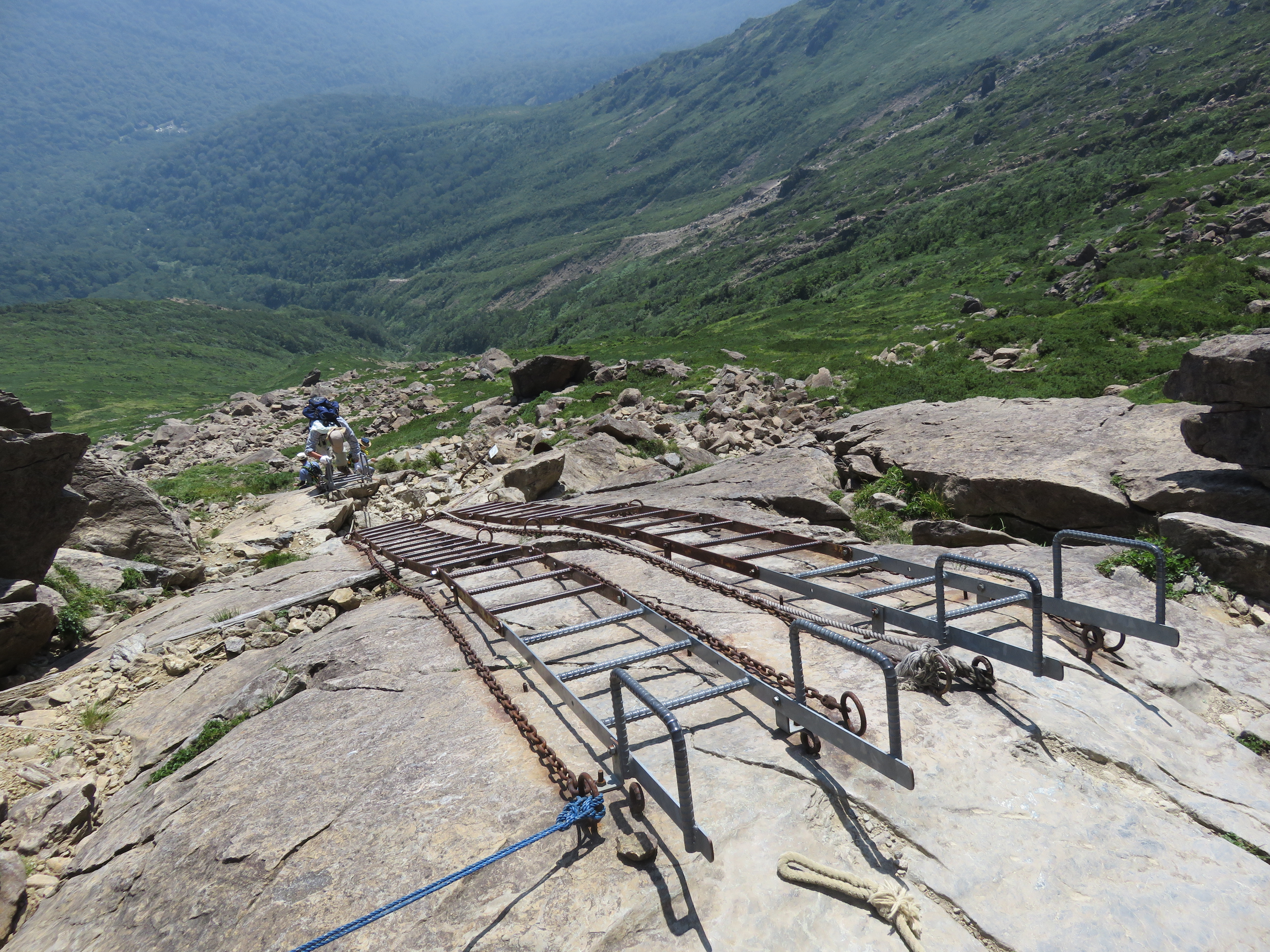
早池峰山（小田越コースの梯子）
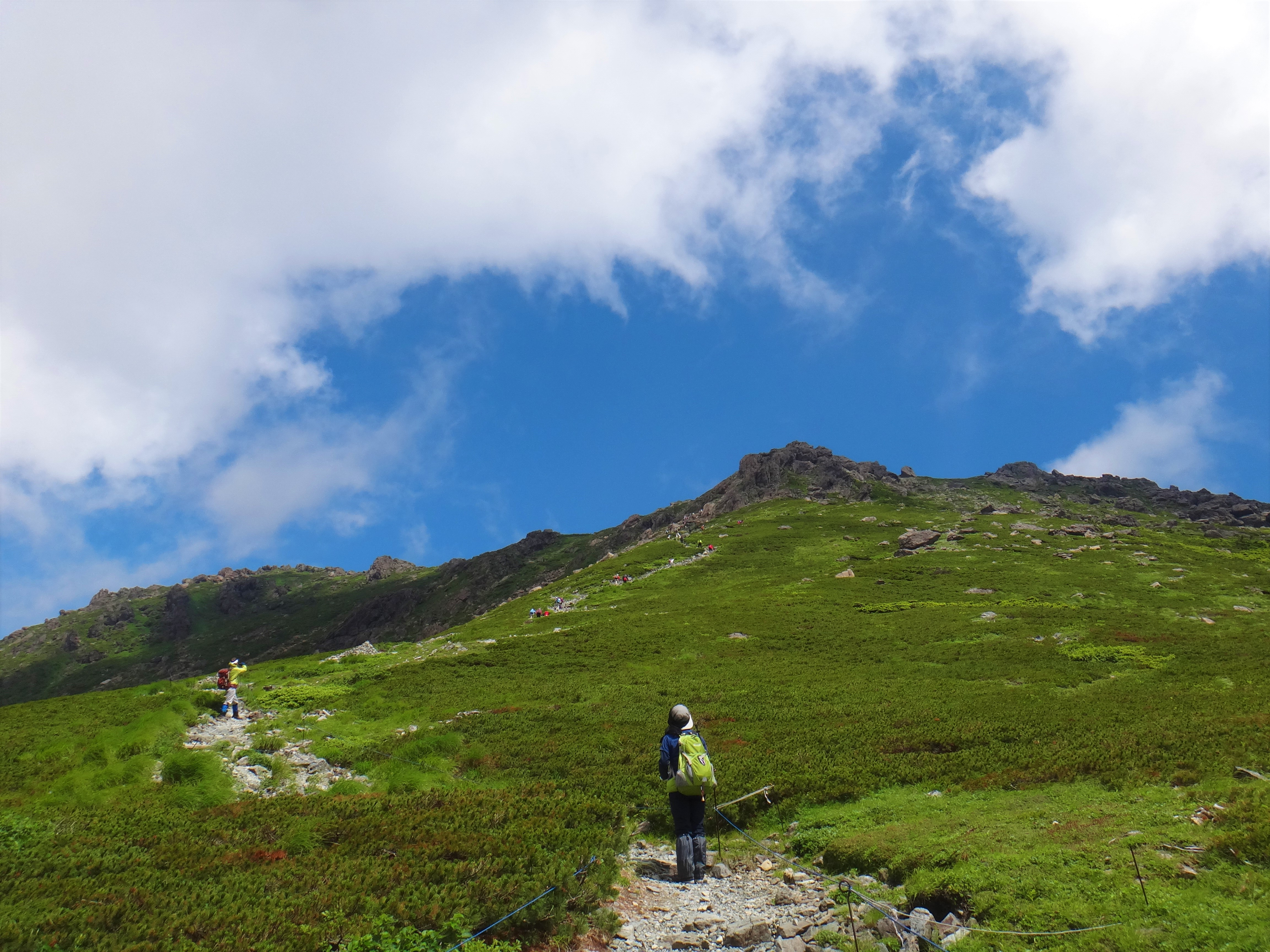
小田越コースから山頂を眺める